# Kim Chung, Hoài Đức
Kim Chung là một xã thuộc huyện Hoài Đức, thành phố Hà Nội, Việt Nam.

## Địa lý
Kim Chung là xã nằm ở phía đông bắc huyện Hoài Đức. Xã có vị trí địa lý:
- Phía bắc giáp phường Tây Tựu, quận Bắc Từ Liêm
- Phía tây giáp thị trấn Trạm Trôi, xã Sơn Đồng và xã Đức Giang
- Phía nam giáp xã Lại Yên
- Phía đông giáp xã Di Trạch và phường Phương Canh, quận Nam Từ Liêm.

## Hành chính
Xã Kim Chung bao gồm 4 thôn là: Lai Xá, Đại Tự, Yên Bệ và Yên Vĩnh.

## Giao thông
Các tuyến, hệ thống giao thông quan trọng đi qua xã Kim Chung:
- Quốc lộ 32: Xã có gần 2000m quốc lộ 32 chạy qua (đoạn từ lý trình km13 + 915 đến km15 + 620) trong tổng số 5960m quốc lộ 32 đi qua huyện Hoài Đức.
- Tỉnh lộ 422B: đi ngã tư Canh, ngã tư Sơn Đồng.
- Hệ thống xe buýt: 20A, 29, 70A, 70B, 92, 97, 117, 163...

## Văn hóa

### Di tích
Xã Kim Chung có nhiều di tích có giá trị về văn hóa, lịch sử, kiến trúc, nghệ thuật cũng như khảo cổ học tiêu biểu như:
- Cụm di tích đình chùa Lai Xá thờ Hoàng hậu Thuận Thiên, Cung phi Nguyệt Nương; An Sinh Vương Trần Liễu đã được dân làng phong làm thành hoàng và thờ tự. Cụm di tích được Bộ văn hóa thông tin xếp hạng là di tích kiến trúc và nghệ thuật cấp quốc gia 1990.
- Di chỉ Vườn Chuối là di chỉ có giá trị nghiên cứu khảo cổ học từ 2000 - 3000 năm trước với nhiều cổ vật như đồ đá, đồ đồng, sành, tre...
- Bảo tàng Nhiếp ảnh Lai Xá là nơi bảo tồn, lưu giữ nhiều hiện vật, di sản văn hóa, sự thăng trầm của nghề ảnh suốt thế kỷ 20 đến nay.
- Bảo tàng Nguyễn Văn Huyên, nơi lưu giữ, trưng bày, giới thiệu về cuộc đời và sự nghiệp nghiên cứu khoa học, giáo dục của giáo sư Nguyễn Văn Huyên, Bộ trưởng Bộ Quốc gia Giáo dục nước Việt Nam Dân Chủ Cộng Hoà (1946 – 1975).

## Hạ tầng
Với vị trí nằm sát trung tâm nội thành thành phố Hà Nội nên xã có tốc độ đô thị hóa khá nhanh ở các khu dân cư thôn xóm. Có rất nhiều khu đô thị lớn ở xã và ở các xã, thị trấn lân cận như: khu đô thị Kim Chung - Di Trạch (nay là Hinode Royal Park), khu đô thị Vân Canh, khu đô thị Lideco, khu đô thị Vườn Cam... cho thấy tốc độ đô thị hóa ở đây khá lớn. Việc đô thị hóa ngoài tự phát quá nhanh và nhiều cũng gây ra một số hệ lụy như cung vượt quá cầu ở các khu đô thị này gây ra nhiều lãng phí.

## Kinh tế
Xã Kim Chung hầu như không còn đất sản xuất nông nghiệp. Kinh tế hộ gia đình chủ yếu dựa vào thương mại, dịch vụ, tiểu thủ công nghiệp. Đây là xã có dịch vụ phát triển mạnh nhất là ở thôn Lai Xá. Thôn Lai Xá cũng là làng nghề truyền thống nhiếp ảnh đã được công nhận. Thôn Đại Tự còn có nghề mộc, cơ khí nhỏ. Cơ sở hạ tầng dân sinh của xã đang dần hiện đại ở một xã ven đô.